# Rubus nelsonii
Rubus nelsonii är en rosväxtart som beskrevs av Per Axel Rydberg. Rubus nelsonii ingår i släktet rubusar, och familjen rosväxter. Inga underarter finns listade i Catalogue of Life.